# Агрызский район
Агры́зский район (тат. Әгерҗе районы) — административно-территориальная единица и муниципальное образование (муниципальный район) в составе Республики Татарстан Российской Федерации. Находится на северо-востоке республики на границе с Удмуртией. Административный центр — город Агрыз, расположен в 304 км к востоку от Казани и в 36 км от Ижевска.
Первое упоминание татарского поселения относится к 1646 году. После подавления Пугачёвского восстания в 1775-м Агрыз вошёл в состав Сарапульского уезда Вятской губернии. В 1914—1915 годах рядом с поселением провели железную дорогу из Казани на Урал. С момента основания станции Агрыз стал одним из самых крупных транспортных узлов региона. Агрызский район был впервые образован 14 февраля 1927 году из села Агрыз и селений Омгинской волости. В 1963-м его территории включили в Елабужский сельскохозяйственный район, однако через год Агрызский район был вновь восстановлен в прежних границах. На 2020 год площадь района составляет 1796,62 м².
В сентябре 2020 года на совещании министра транспорта и дорожного хозяйства Татарстана Агрыз был выбран площадкой для размещения нового транспортно-логистического центра международного уровня. Планируется, что станция Агрыз станет терминалом для экспорта грузов в Китай и другие страны. Проект центра разрабатывает Всероссийский научно-исследовательский институт железнодорожного транспорта.

## География

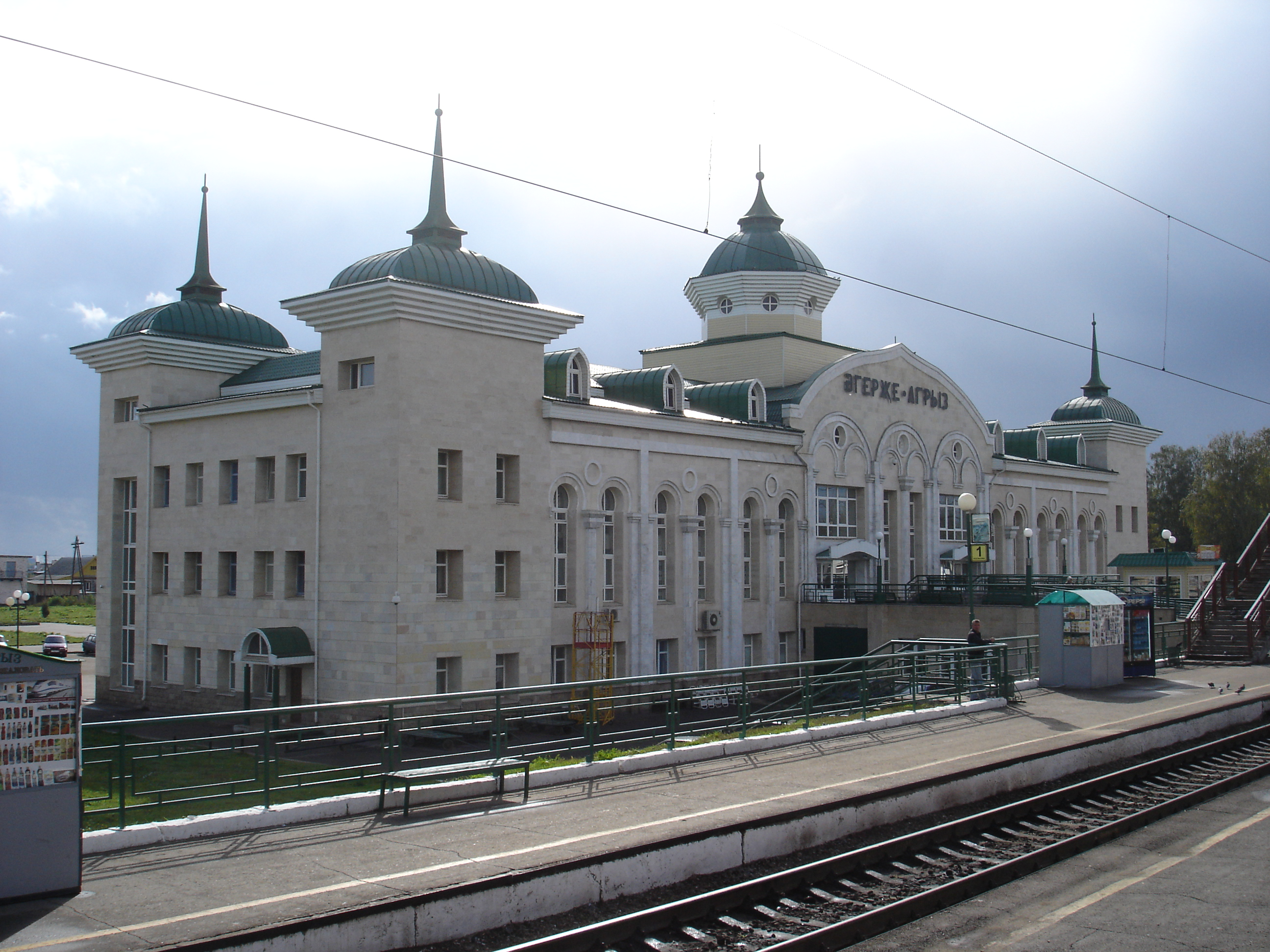
Агрызский вокзал

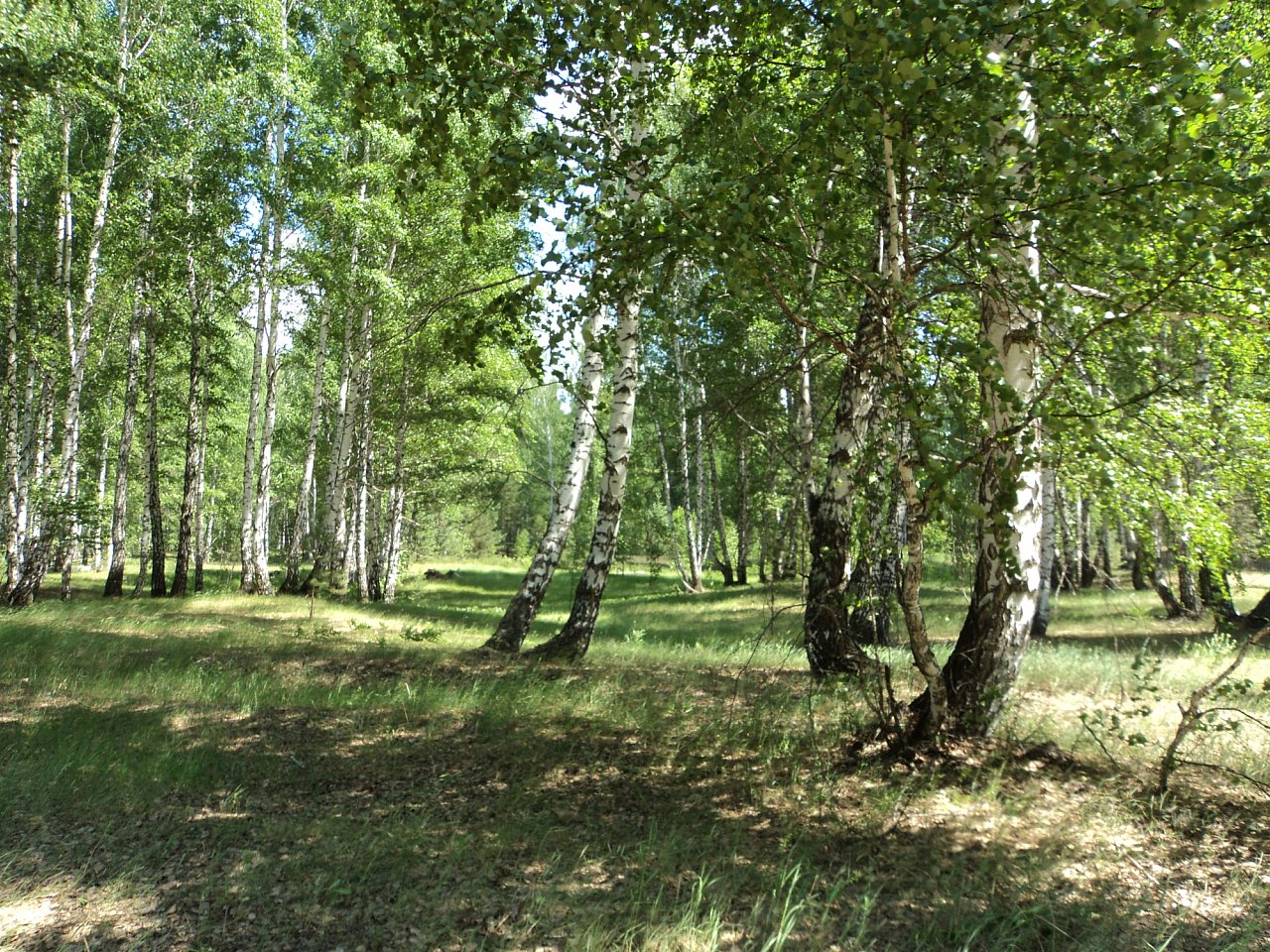
Заказник Кичке-Тан

Агрызский район граничит на западе, севере, востоке с Удмуртской Республикой (Алнашский, Можгинский, Малопургинский, Киясовский, Сарапульский, Каракулинский районы), на юге по акватории Нижнекамского водохранилища — с Мензелинским, Тукаевским и Менделеевским районами Татарстана.
Район расположен на юге Сарапульской возвышенности, в долине реки Иж. По оценкам специалистов, край обладает наиболее влажным и холодным климатом из всех регионов Татарстана. Лето здесь непродолжительное, а весна дождливая. На территории района расположен ряд местных памятников природы, а также природный заказник «Кичке-Тан» и Агрызский государственный охотничий заказник. Одним из самых больших природных памятников региона — «Пойма реки Кырыкмас» — находится неподалёку от сёл Девятерня и Сосново. Природный комплекс занимает площадь более тысячи га и состоит из подтаёжных лесов, видов растений и животных. В реке Кырыкмас водятся 29 видов рыб, а на пойменных пространствах обитает 75 видов птиц. Агрызский государственный охотничий заказник площадью более 30 тысяч га был организован в 1984 году для увеличения численности бобра и глухаря. Сейчас в лесах заказника водится порядка десяти видов животных, охота и отлов которых ограничены. На территории района расположено около 30 археологических памятников, многие из которые относятся к раннему железному веку. Пять археологических объектов охраняются государством:
- Красноборский могильник
- Зyeвcкий мoгильник
- Малиновские Большое и Малое городища,
- II Myнoвcкoe гopoдищe[9].

По многим показателям экологическая обстановка в районе оценивается как удовлетворительная. В то же время в соседней Удмуртии выброс загрязняющих веществ в атмосферу в 2015 году составил 148 млн тонн.

## Флаг и герб
Современные герб и флаг Агрызского муниципального района утвердили в августе 2006 года. Геральдические знаки были разработаны авторским коллективом Геральдического совета при президенте республики и внесены в Государственный геральдический реестр Татарстана и России. Герб представляет собой зелёное поле, в центральной части которого изображён всадник на белом коне, упряжённом красной уздой. Всадник одет в белую рубаху, штаны, чёрную безрукавку и сапоги с серебряной татарской тюбетейкой (каляпушем/кэлэпушем) на голове. Всадника олицетворяет образ основателя села Агрыз (Эгерже). Правой рукой он показывает вперёд, как бы предсказывая будущее края. Его фигура сопровождается серебряной восьмиконечной звездой с крылом — аллегорическим изображением розы ветров, которая указывает на стремление жителей района к достижению своих целей. Золотое крыло является символом железной дороги и станции Агрыз как крупного железнодорожного узла. Синяя кайма в основании гербового щита символизирует воды Нижнекамского водохранилища. Зелёное поле подчёркивает роль сельского хозяйства в экономике региона. Флаг был разработан на основе герба. В нём белый цвет символизирует ясность и примирение, красный — мужество, чёрный — вечность и мудрость, зелёный — здоровье и природу, а голубой — честь и бессмертие. В основе флага — цветное полотнище с отношением ширины к длине 2:3.

## Этимология
Агрызский район получил своё названия от одноимённого населённого пункта (сейчас — административный центр). Согласно распространённой в народе легенде, которая нашла своё отражение на гербе района, название происходит от имени одного из братьев — Эгерже (тат. Әгерҗе, Ägerce), которые возглавляли татарское переселение в этот край после завоевания Казанского ханства. Существует также версия, что топоним мог произойти от названия реки.

## История

### Становление
Небольшая татарская деревня Агрыз впервые упоминается в источниках в 1646 году в черте владений татарских мурз Яушевых. В 1774 году недалеко от этих мест проходило войско Емельяна Пугачёва, а после подавления восстания Агрыз вошёл в состав Сарапульского уезда Вятской губернии. В 1881-м местный имам открыли Агрызе медресе, где учились и работали многие известные татарские деятели культуры и просветители: писатели Даут Губайди, Наджип Думави, историк Джамал Валиди, археограф Зейнаб Максудова и другие. В 1901 году в селе открылась татарская женская школа. К началу XX века в Агрызе числилось 667 дворов, а также школа и три мечети. Развитие посёлка началось в 1914 году со строительством железной дороги Казань-Екатеринбург и основанием станции Агрыз.
Во время антибольшевистского Ижевско-Воткинского восстания Агрыз находился под контролем повстанцев, и освобождён лишь осенью 1918-го. В 1921 году был образован Агрызский кантон в составе Татарской АССР, а Агрыз получил статус города. В том же году в Татарстане наступил сильный голод. По подсчётам историков, в общей сложности от голода пострадало около двух миллиона человек. За период с января по март 1922-го в Агрызском кантоне от голода и тифа умерло 738 человек. В июне того же года в Агрызе произошёл сильный пожар, уничтоживший 134 двора или 18 % от общего жилого фонда, мечеть, бани и склады. В числе прочего в городе сгорело около 300 пудов хлеба. О людских жертвах источники не сообщают.
Агрыз и близлежащие территории часто меняли границы и административную принадлежность. В 1924 году Агрызский кантон упразднён, его территория включена в Елабужский кантон). Агрызский район был образован 14 февраля 1927 г. На момент образования в район входили 25 сельсоветов и 105 населённых пунктов с населением более 29 тысяч человек. 28 октября 1960 года в состав Агрызского района передана почти вся территория упразднённого Красноборского района. 1 февраля 1963 года в ходе реформы административно-территориального деления Агрыз был включён в Елабужский сельскохозяйственный район, но 4 марта 1964 года в связи с отменой разделения районов на сельскохозяйственные и промышленные был восстановлен в прежних границах.

### Современность
Исполнительный комитет муниципального образования «Агрызский муниципальный район» подконтролен Совету района, главе района и жителям района. С октября 2020 года должность руководителя исполнительного комитета занимает Акбашев Артур Эльфатович. Глава района — Валеев Азат Рустемович.

## Население

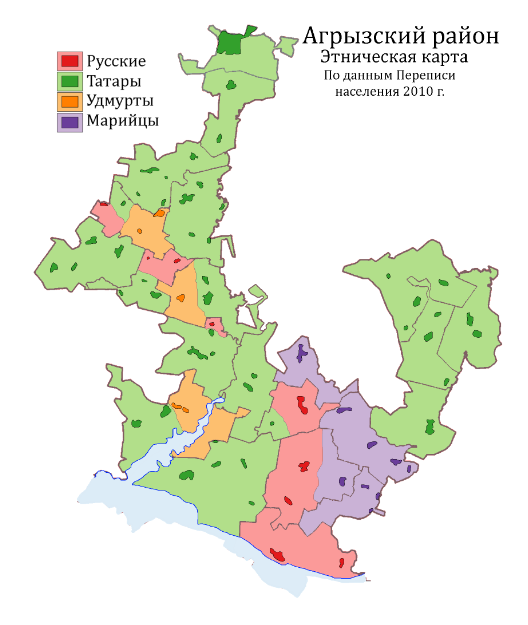
Этническая карта Агрызского района

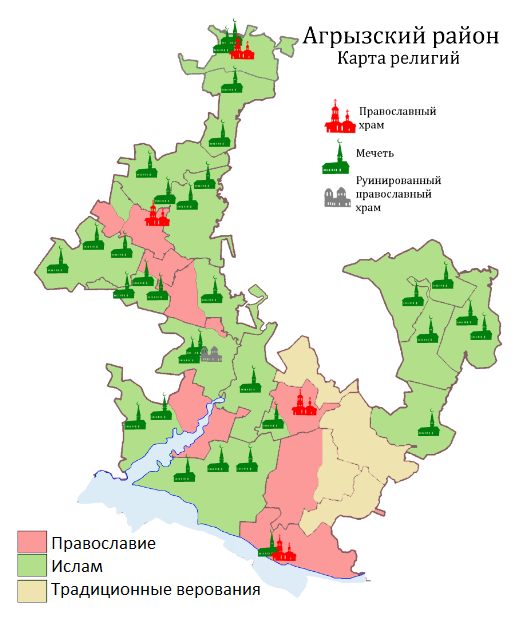
Религиозная карта Агрызского района

Согласно итогам Всероссийской переписи населения 2020 года (из числа, указавших национальность), татары составляют 58,8 % населения района, русские — 26 %, марийцы — 7,2 %, удмурты — 5,9 %. На 2018 год уровень рождаемости на тысячу человек составляла 8,5 %, смертности — 13,8 %. В 2019-м уровень оба показателя снизились до 7,9 % и 13,2 % соответственно. Таким образом, коэффициент естественной убыли населения в 2019-м составил 5,3.
| 2002    | 2003    | 2004    | 2005    | 2006    | 2007    | 2008    | 2009    |
| ------- | ------- | ------- | ------- | ------- | ------- | ------- | ------- |
| 36 848  | ↘36 800 | ↘36 500 | ↘36 346 | ↘36 319 | ↗36 335 | ↗36 392 | →36 392 |
| 2010    | 2011    | 2012    | 2013    | 2014    | 2015    | 2016    | 2017    |
| ↗36 626 | ↘36 600 | ↘36 405 | ↘36 380 | ↘36 244 | ↘36 021 | ↘35 874 | ↘35 574 |
| 2018    | 2019    | 2020    | 2021    | 2023    | 2024    |         |         |
| ↘35 304 | ↘35 081 | ↘34 724 | ↗35 142 | ↘34 692 | ↘34 401 |         |         |

## Муниципально-территориальное устройство
В Агрызском муниципальном районе 1 городское и 21 сельское поселение и 72 населённых пункта в их составе.
| №        | Муниципальное образование            | Админ. центр         | Количество населённых пунктов | Население | Площадь, км² | Национальный состав (2010) |
| -------- | ------------------------------------ | -------------------- | ----------------------------- | --------- | ------------ | -------------------------- |
| 1e-06    | Городское поселение                  |                      |                               |           |              |                            |
| 1        | город Агрыз                          | город Агрыз          | 1                             | ↘19 804   |              | татары-53%, русские-36%    |
| 1.000002 | Сельские поселения                   |                      |                               |           |              |                            |
| 2        | Азёвское сельское поселение          | село Азёво           | 4                             | ↘451      |              | русские-46%, марийцы-44%   |
| 3        | Бимское сельское поселение           | село Бима            | 4                             | ↘873      |              | марийцы-99%                |
| 4        | Девятернинское сельское поселение    | село Девятерня       | 4                             | ↘569      |              | татары-97%                 |
| 5        | Иж-Бобьинское сельское поселение     | село Иж-Бобья        | 2                             | ↘953      |              | татары-85%, русские-9%     |
| 6        | Исенбаевское сельское поселение      | село Исенбаево       | 1                             | ↘874      |              | татары-98%                 |
| 7        | Кадряковское сельское поселение      | село Кадряково       | 1                             | ↘432      |              | марийцы-96%                |
| 8        | Кадыбашское сельское поселение       | село Кадыбаш         | 3                             | ↘499      |              | татары-97%                 |
| 9        | Кичкетанское сельское поселение      | село Кичкетан        | 4                             | ↘686      |              | татары-82%, удмурты-15%    |
| 10       | Красноборское сельское поселение     | село Красный Бор     | 2                             | ↘1207     |              | русские-65%, татары-21%    |
| 11       | Крындинское сельское поселение       | село Крынды          | 4                             | ↘718      |              | татары-88%, русские-10%    |
| 12       | Кудашевское сельское поселение       | село Кудашево        | 5                             | ↘454      |              | татары-86%, удмурты-6%     |
| 13       | Кулегашское сельское поселение       | село Кулегаш         | 4                             | ↘415      |              | марийцы-96%                |
| 14       | Кучуковское сельское поселение       | село Нижнее Кучуково | 3                             | ↘966      |              | татары-62%, удмурты-34%    |
| 15       | Новобизякинское сельское поселение   | село Янга-Аул        | 6                             | ↗432      |              | татары-92%, русские-9%     |
| 16       | Салаушское сельское поселение        | село Салауши         | 5                             | ↘889      |              | татары-95%                 |
| 17       | Сарсак-Омгинское сельское поселение  | село Сарсак-Омга     | 4                             | ↘577      |              | удмурты-74%, русские-16%   |
| 18       | Старосляковское сельское поселение   | село Старое Сляково  | 2                             | ↘536      |              | татары-97%                 |
| 19       | Старочекалдинское сельское поселение | село Старая Чекалда  | 2                             | ↘258      |              | русские-89%, татары-7%     |
| 20       | Табарлинское сельское поселение      | село Табарле         | 4                             | ↘596      |              | татары-96%                 |
| 21       | Терсинское сельское поселение        | село Терси           | 5                             | ↘2017     |              | татары-82%, русские-9%     |
| 22       | Шаршадинское сельское поселение      | село Шаршада         | 2                             | ↘376      |              | татары-90%, русские-7%     |

| №  | Населённый пункт | Тип     | Население | Муниципальное образование            |
| -- | ---------------- | ------- | --------- | ------------------------------------ |
| 1  | Агрыз            | город   | ↘19 804   | город Агрыз                          |
| 2  | Азёво            | село    | 355       | Азёвское сельское поселение          |
| 3  | Байтуганово      | деревня | ↘127      | Кулегашское сельское поселение       |
| 4  | Балтачево        | село    | ↘7        | Кичкетанское сельское поселение      |
| 5  | Биктово          | село    | ↘186      | Кудашевское сельское поселение       |
| 6  | Бима             | село    | ↘491      | Бимское сельское поселение           |
| 7  | Варзи-Омга       | село    | ↘112      | Кичкетанское сельское поселение      |
| 8  | Варзи-Пельга     | село    | ↘115      | Кичкетанское сельское поселение      |
| 9  | Варклед-Аул      | посёлок | ↗42       | Новобизякинское сельское поселение   |
| 10 | Варклед-Бодья    | село    | ↘347      | Кучуковское сельское поселение       |
| 11 | Волково          | село    | →0        | Кулегашское сельское поселение       |
| 12 | Вольный Труд     | посёлок | ↗36       | Новобизякинское сельское поселение   |
| 13 | Галеево          | деревня | ↘38       | Девятернинское сельское поселение    |
| 14 | Девятерня        | село    | ↘359      | Девятернинское сельское поселение    |
| 15 | Еленовский       | посёлок | ↗22       | Крындинское сельское поселение       |
| 16 | Зуево            | деревня | ↗45       | Красноборское сельское поселение     |
| 17 | Иж-Байки         | деревня | ↘224      | Иж-Бобьинское сельское поселение     |
| 18 | Иж-Бобья         | село    | ↘693      | Иж-Бобьинское сельское поселение     |
| 19 | Исенбаево        | село    | ↘778      | Исенбаевское сельское поселение      |
| 20 | Кадрали          | село    | ↘0        | Кудашевское сельское поселение       |
| 21 | Кадряково        | село    | ↘405      | Кадряковское сельское поселение      |
| 22 | Кадыбаш          | село    | ↘393      | Кадыбашское сельское поселение       |
| 23 | Каменный Ключ    | деревня | ↘187      | Азёвское сельское поселение          |
| 24 | Касаево          | деревня | ↘85       | Кадыбашское сельское поселение       |
| 25 | Кичкетан         | село    | ↘478      | Кичкетанское сельское поселение      |
| 26 | Комсомолка       | посёлок | →1        | Девятернинское сельское поселение    |
| 27 | Контузла         | деревня | ↘18       | Азёвское сельское поселение          |
| 28 | Красный Бор      | село    | ↗1529     | Красноборское сельское поселение     |
| 29 | Крынды           | село    | ↘534      | Крындинское сельское поселение       |
| 30 | Кудашево         | село    | ↘205      | Кудашевское сельское поселение       |
| 31 | Кулегаш          | село    | ↘303      | Кулегашское сельское поселение       |
| 32 | Мадык            | деревня | ↘60       | Бимское сельское поселение           |
| 33 | Мадьяр           | деревня | ↗13       | Салаушское сельское поселение        |
| 34 | Мордва           | деревня | ↗148      | Терсинское сельское поселение        |
| 35 | Мукшур           | деревня | ↘76       | Табарлинское сельское поселение      |
| 36 | Назяр            | село    | ↗107      | Терсинское сельское поселение        |
| 37 | Нижнее Кучуково  | село    | ↗696      | Кучуковское сельское поселение       |
| 38 | Новая Чекалда    | село    | ↘10       | Бимское сельское поселение           |
| 39 | Новое Аккузино   | село    | ↘196      | Табарлинское сельское поселение      |
| 40 | Новое Сляково    | деревня | ↘9        | Кадыбашское сельское поселение       |
| 41 | Новоникольский   | посёлок | ↘0        | Новобизякинское сельское поселение   |
| 42 | Новые Бизяки     | деревня | ↘84       | Новобизякинское сельское поселение   |
| 43 | Новый Кзыл-Яр    | деревня | ↘5        | Кудашевское сельское поселение       |
| 44 | Ожбуй            | деревня | ↘40       | Кулегашское сельское поселение       |
| 45 | Пелемеш          | село    | ↘337      | Бимское сельское поселение           |
| 46 | Русская Шаршада  | деревня | ↗68       | Кучуковское сельское поселение       |
| 47 | Саклово          | деревня | ↗13       | Старочекалдинское сельское поселение |
| 48 | Салауши          | село    | ↘435      | Салаушское сельское поселение        |
| 49 | Сардали          | деревня | ↘2        | Сарсак-Омгинское сельское поселение  |
| 50 | Сарсак-Арема     | деревня | ↘0        | Сарсак-Омгинское сельское поселение  |
| 51 | Сарсак-Омга      | село    | ↘531      | Сарсак-Омгинское сельское поселение  |
| 52 | Сахра            | деревня | ↘75       | Шаршадинское сельское поселение      |
| 53 | Сосново          | село    | ↘151      | Девятернинское сельское поселение    |
| 54 | Старая Чекалда   | село    | ↘243      | Старочекалдинское сельское поселение |
| 55 | Старое Сляково   | село    | ↘309      | Старосляковское сельское поселение   |
| 56 | Староникольский  | посёлок | ↘0        | Новобизякинское сельское поселение   |
| 57 | Старый Кзыл-Яр   | деревня | ↗35       | Кудашевское сельское поселение       |
| 58 | Сукман           | село    | ↘81       | Табарлинское сельское поселение      |
| 59 | Табарле          | село    | ↘212      | Табарлинское сельское поселение      |
| 60 | Татарская Чильча | деревня | ↘45       | Салаушское сельское поселение        |
| 61 | Татарский Тансар | деревня | ↘30       | Сарсак-Омгинское сельское поселение  |
| 62 | Терси            | село    | ↘1597     | Терсинское сельское поселение        |
| 63 | Туба             | деревня | ↗85       | Терсинское сельское поселение        |
| 64 | Тукай            | посёлок | ↘72       | Крындинское сельское поселение       |
| 65 | Уразаево         | деревня | ↘193      | Салаушское сельское поселение        |
| 66 | Утяганово        | село    | ↘221      | Старосляковское сельское поселение   |
| 67 | Хороший Ключ     | деревня | ↘60       | Крындинское сельское поселение       |
| 68 | Чачка            | деревня | ↗7        | Азёвское сельское поселение          |
| 69 | Чишма            | деревня | ↗51       | Терсинское сельское поселение        |
| 70 | Шаршада          | село    | ↘296      | Шаршадинское сельское поселение      |
| 71 | Ямурзино         | село    | ↗243      | Салаушское сельское поселение        |
| 72 | Янга-Аул         | село    | ↘250      | Новобизякинское сельское поселение   |

Населённые пункты, находящиеся в отдаленных или труднодоступных местностях: Азёво, Байтуганово, Биктово, Бима, Варзи-Омга, Варзи-Пельга, Варклед-Аул, Галеево, Зуево, Кадряково, Каменный Ключ, Касаево, Кудашево, Кулегаш, Мадык, Мадьяр, Мордва, Мукшур, Назяр, Новое Аккузино, Новые Бизяки, Пелемеш, Русская Шаршада, Салауши, Сахра, Сосново, Старая Чекалда, Старый Кзыл-Яр, Сукман, Табарле, Татарская Чильча, Татарский Тансар, Туба, Тукай, Уразаево, Утяганово, Хороший Ключ, Шаршада, Ямурзино, Янга-Аул.

## Экономика

### Современное состояние
С момента проложения железнодорожной ветки на Урал и строительства сортировочной станции в начале XX века железная дорога является важным градообразующим предприятием Агрыза. Экономисты отмечают, что порядка трети жителей административного центра работают в структурах РЖД и приносят около половины налоговых поступлений в бюджет района. На 2020 год Агрыз входит в число 50 главных сортировочных станций России. За сутки станция принимает до 10 тысяч вагонов и сортирует около трёх тысяч. В составе Агрызского железнодорожного узла ремонтное и эксплуатационное депо, путевая машинная станция, центры связи и другие отделения. В сентябре 2020 года на совещании министра транспорта и дорожного хозяйства Татарстана Агрыз был выбран площадкой для размещения нового транспортно-логистического центра международного уровня. Планируется, что станция Агрыз станет терминалом для экспорта грузов в Китай и другие азиатские страны. Проект центра разрабатывает Всероссийский научно-исследовательский институт железнодорожного транспорта.
Ведущую роль в экономике Агрызского района играет сельское хозяйство — на его долю приходится более четверти объёма валового территориального продукта. Сельскохозяйственные угодья покрывают более 100 тысяч га, или около 60 % территории района. Здесь выращивается рожь, ячмень, пшеница, картофель. Важная отрасль региона — мясо-молочное животноводство и пчеловодство. Наиболее крупным инвестором края является компании «Навруз», «Агрофирма-Агрыз» (бывшая «Ак Барс-Агрыз»), вложившие средства в ремонт и строительство животноводческих ферм и парка сельскохозяйственной техники. Среди других значимых сельскохозяйственных предприятий региона: «Агрыз-Агрохимсервис», «Назяр», «С.-Омга», а также индивидуальные фермерские хозяйства. Основа перерабатывающей промышленности — мясокомбинат «Агрызский МК», Хлебопищекомбинат" и хлебно-кондитерский комбинат «Булгар». Основными продуктами, производимыми пищевой промышленностью района, являются мясо крупного рогатого скота, свинина, хлеб и хлебозаготовки, безалкогольные напитки и молочная продукция. Экономисты отмечают, что у района есть потенциал к созданию агропромышленного кластера, который мог бы объединить фермеров, переработчиков и торговые предприятия.
Из строительного сырья в районе есть большие запасы песка, глины. Местные строительные и промышленные организации — «Стройград», «Мирстрой», «Стройгигант» и другие.

### Инвестиционный потенциал
Агрызский муниципальный район занимает двадцать второе место в республике по показателям социально-экономического развития за январь-октябрь 2020 года. Согласно отчёту Федеральной службы госстатистики по Республике Татарстан, в 2019-м Агрызский район привлёк более 5,3 млрд инвестиций (помимо бюджетных средств и малого бизнеса), что более чем на 4 млрд больше предыдущего года. По данным Комитета Республики Татарстан по социально экономическому мониторингу, инвестиции региона в основной капитал района по полному кругу хозяйствующих субъектов в первом полугодие 2020-го составляет 4,2 млрд рублей, или 2 % от общего объёма инвестиций в республике. Наибольшие средства направлены на машины, оборудование и государственный инвентарь. В первом полугодии 2020 года в Агрызском районе ввели в эксплуатацию более 11 тысяч м² жилья. Большая часть площади занята населением и только 800 м² — предприятиями.
Значительную роль в развитии экономики региона играет открытая в 2015 году промышленная площадка «Агрыз-Развитие» общей площадью 20 тысяч м². Основное направление её деятельности — производство мяса и мясной продукции. С вводом новых цехов и площадей совокупный доход комбината в 2018 году превысил 1,3 млрд рублей (1,5 млрд — в 2019-м), а сумма налоговых отчислений в местный бюджет выросла в два раза. В 2019 году на территории района организовали ещё одну промплощадку «Деревня Добролюбово» площадью 2,5 га. На момент открытия на площадке работали два резидента — производители молочной продукции «Элис» и комбикормов «Добролюбово».
Согласно социально-экономическому республиканскому проекту «Стратегия 2030», районный фокус следующего десятилетия будет на создании крепкого агропромышленного комплекса, снижении естественной убыли населения, увеличении средней заработной платы по району. В приоритете находится развитие программ поддержки малого и среднего бизнеса. На 2018 год доля малого предпринимательства в объёме ВТП составляла около 27 %, при этом 42 % от общего числа субъектов малого и среднего бизнеса занято в потребительском рынке.

### Транспорт
Райцентр — город Агрыз — является крупным железнодорожным узлом, связывающим Удмуртию с Татарстаном и Уралом. Станция «Агрыз» располагается на пересечении железнодорожных линий" Москва — Казань — Екатеринбург", «Агрыз — Ижевск» и «Агрыз — Набережные Челны — Акбаш». Станции и остановочные пункты или платформы в районе:
- линия Москва — Екатеринбург: Агрыз (ст.), Агрыз II.
- линия Агрыз — Ижевск: Депо (пл.)
- линия Агрыз — Акбаш: Иж-Бобья (ст.), 10 км (пл.), 17 км (пл.), 20 км (пл.), Терси (ст.), 29 км (пл.), 38 км (пл.), Мукшур (ст.)[56].

Автодорожная сеть развита слабо, территория к востоку от реки Иж является одной из самых труднодоступных и удалённых от дорожной сети в республике. Основной автодорогой района является «Агрыз — Крынды — Менделеевск». Около границ района проложен небольшой участок (длиной около полукилометра) автодороги М7 «Елабуга — Ижевск — Пермь», которая проходит по Удмуртии в двух км от Агрыза.
В селе Красный Бор открыта пристань на Каме. В летнее время действует паромная переправа через устье реки Иж между селом Салауши и деревней Благодать (Удмуртия).

## Социальная сфера
В Агрызском муниципальном районе амбулаторную помощь оказывает Агрызская центральная районная больница, в которой функционируют поликлиника, стационар с отделениями, скорая помощь, три врачебных амбулатории и 34 фельдшерско-акушерских пункта. На 2020/21 учебный год в районе работает 20 общеобразовательных школ, в которых получали образование 4010 учеников. Шесть районных школ предлагают образование на татарском языке, четыре школы работают с марийским национальным уклоном и ещё две — с удмуртским. В районе открыты 11 учреждений для дошкольников, четыре школы-детских сада и 11 дошкольных групп. Здесь также работают учреждения дополнительного образования: детская школа искусств (работает больше 50 лет), спортивно-оздоровительный центр с бассейном «Олимп», спортивная школа с ледовым дворцом «Спутник» и другие.
Культурно-досуговая сфера включает 39 учреждения, в том числе шесть музеев. С 1997-го здесь функционирует Музей истории и культурного наследия Агрызского района, хранящий более 8 тысяч экспонатов, а также два его филиала — музеи Тази Гиззата, истории села Салауши, истории села Табарле и истории села Иж-Бобья. Агрызская Центральная библиотека имеет 25 филиалов и владеет фондом более 285 тысяч экземпляров книг и печатных изданий.
На территории района расположены 28 мечетей и четыре церкви. С 1931 года районе выходит местная газета «Әгерҗе хәбәрләре» («Агрызские вести») на татарском и русском языках. В 2005-м создана редакция местного радиовещания.

## Культурное наследие
Районные объекты культурного наследия:
- Дом, где жили татарские просветители Нигматуллины — Бобинские (Буби) (1905 года постройки, село Иж-Бобья)
- Действующая мечеть, построенная на средства купца М. Ахметжанова (1895 года, село Иж-Бобья)
- Усадьба купца М. Ахметжанова конца XIX века (сохранились хозяйственные постройки, село Иж-Бобья)
- Усадьба приказчика Арслангали Шаймарданова (жилой дом с торговыми постройками 1886 года, село Иж-Бобья)
- Могила Габдуллы Буби (1871—1922, село Иж-Бобья)
- Петропавловская церковь (1871 года постройки, село Крынды)
- Дом Х. Саттарова (начала XX века, село Нижнее Кучуково)
- Действующая мечеть Саклово (1906—1912 готов постройки, село Саклово)
- Здание волостного правления (начала XX века, село Исенбаево)

Выявленные объекты культурного наследия:
- Водонапорная башня (Агрыз, 1916 года постройки, не используется с 1962-го)
- Захоронения советских воинов, умерших от ран в 1941—1945 годах в эвакогоспитале города Агрыз (старое татарское кладбище)
- Памятник Владимиру Азину (установлен в 1967 году, Агрыз)
- Братская могила красноармейцев (1967 год, Агрыз)
- Здание локомотивного депо (1919 года, Агрыз)
- Памятник паровозу (установлен в 2000 году, Агрыз)
- Могила Кутдуса Абдрахманова (1882—1962, село Иж-Бобья)
- Могила купца М. Ахметжанова (1843—1925, село Иж-Бобья)
- Могила татарского поэта Даута Губайди (1873—1919, село Кадрали)
- Дом купцов Гоголевых (два здания конца XIX — начала XX века в селе Красный Бор)
- Никольская церковь (1875 года, село Старая Чекалда)
- Могила Хамита Рахима (1899—1939, село Туба), и другие объекты, обладающие признаками ОКН[61].